# Drama jocoso
Drama jocoso (en italiano, Dramma giocoso; plural: drammi giocosi) es el nombre de un género de ópera común a mediados del siglo XVIII. La expresión es una abreviatura de «drama jocoso para música» (dramma giocoso per musica) y es esencialmente una descripción del texto más que de la ópera en su conjunto. El género se desarrolló en la tradición de la ópera napolitana, principalmente a través de la obra del dramaturgo Carlo Goldoni en Venecia. Es característico de estos dramas jocosos la técnica de escena de un gran bufo como clímax dramático al final de un acto. Los textos de Carlo Goldoni siempre estaban formados por dos largos actos con finales extensos, seguidos por un acto tercero breve.
Los textos de Goldoni fueron musicados por Baldassarre Galuppi, Niccolò Piccinni y Joseph Haydn, pero las únicas obras de este género que aún se representan con frecuencia son las óperas de Wolfgang Amadeus Mozart con libreto de Lorenzo da Ponte Don Giovanni de 1787 y Così fan tutte 1790. Sin embargo, Mozart registró estas obras en su catálogo como opera buffa (ópera bufa).